# Copelatus zimmermanni
Copelatus zimmermanni is een keversoort uit de familie waterroofkevers (Dytiscidae). De wetenschappelijke naam van de soort is voor het eerst geldig gepubliceerd in 1934 door Gschwendtner.